# کراتوس ایکس‌کیو-۵۸ والکری
کراتوس ایکس‌کیو-۵۸ والکری یک پهپاد رزمی شناساگریز آزمایشی است که شرکت کراتوس آن را با همکاری آزمایشگاه تحقیقات نیروی هوایی آمریکا برای پروژه اسکای‌بورگِ نیروی هوایی آمریکا ساخته‌است. والکری نخستین بار، ۵ مارس ۲۰۱۹ پرواز کرد.

## طراحی و توسعه
- هدف از ساخت کراتوس ایکس‌کیو-۵۸ والکری کاهش هزینه و افزایش سرعت ساخت پهپادها است. نقش این پهپاد در میدان نبرد اسکورت جنگنده‌های شناساگریز اف-۲۲ و اف-۳۵ می‌باشد. این پهپاد قابلیت حمل سلاح و تجهیزات نظارتی را دارد.[۲][۳]

## مشخصات
داده‌ها از داده‌برگ کراتوس دیفنس
ویژگی‌های عمومی
- ظرفیت: ۶۰۰ پوند (۲۷۲ کیلوگرم) داخلی، ۶۰۰ پوند (۲۷۲ کیلوگرم) خارجی
- طول: ۳۰ فوت (۹٫۱ متر)
- پهنای بال: ۲۷ فوت (۸٫۲ متر)
- وزن خالی: ۲٬۵۰۰ پوند (۱٬۱۳۴ کیلوگرم)
- بیشترین وزن برخاست: ۶٬۰۰۰ پوند (۲٬۷۲۲ کیلوگرم)

عملکرد
- سرعت کروز: ۴۷۶ گره (۵۴۸ مایل بر ساعت، ۸۸۲ کیلومتر بر ساعت)
- بُرد: ۳٬۰۰۰ مایل دریایی (۳٬۵۰۰ مایل، ۵٬۶۰۰ کیلومتر) (تقریبی)
- حداکثر ارتفاع: ۴۵٬۰۰۰ فوت (۱۴٬۰۰۰ متر)